# Citrus sinensis cv. Salustiana
La naranja salustiana es una variedad de naranja (Citrus × sinensis) originada por mutación espontánea de yema en un naranjo de la variedad Comuna, en la provincia de Valencia (en concreto en un campo de naranja Común en Énova,  pueblo de la comarca de la Ribera Alta).

## Historia
Su nombre está relacionado con el hallazgo de la mutación, ya que fue un árbol de la plantación de naranjas del agricultor nacido en Énova, Salustiano Pallás, el que produjo de forma espontánea esta nueva variedad de naranja. Según se recoge en el conocido como "Llibre d'or de la taronja Salustiana" esta mutación se originó en el año 1891.
Otros autores, en cambio consideran que la mutación es de finales de la década de los años 40 del siglo XX.
La mutación permitía la obtención de una naranja de unas característica idóneas para su comercialización, tanto en mercados nacionales como internacionales, ya que se trata de una naranja con más zumo y aroma que la naranja común o blanca, además no presentaba pepitas y su corteza era más dura. Pudo injertarse en otros campos con cierta facilidad, de hecho el primer campo injertado con esta nueva variedad fue el de otro vecino de Énova, que acabaría en manos de Germán Fons y de sus descendientes, cuyo campo se encontraba en la partida de la Caseta, al margen del camino que lleva a Berfull.
Martínez Cebrià, sus hijos y Martínez Climent, todos ellos vecinos de Énova, fueron los primeros en exportar esta variedad de naranja y ya en 1947 Martínez Cebrià patentó el nombre de salustiana para esta variedad en memoria del conocido como tío Salustiano.
Representa el 6-8% de la superficie dedicada al cultivo de naranja en España (ocupando una extensión aproximada de 4000 ha.), siendo su producción la segunda en importancia del grupo de las naranjas blancas sólo superada por la varidead valencia late.
Es considerada  una de las mejores variedades del mundo para zumos dulces y refrescantes, pese a lo cual puede utilizarse para el consumo directo como naranja de mesa, por la calidad y sabor de sus gajos.
Esta variedad es una de las más apreciadas en Holanda, Bélgica y otros países de la UE, con escasa relevancia en España.

## Árbol
El árbol de esta variedad de naranja blanca es vigoroso, pudiendo alcanzar un tamaño que oscila entre medio y grandes, y con una tendencia a la verticalidad, lo cual le hace distinguirse de otras variedades. Además sus ramas carecen de espinas y sobresalen de la copa. Sus hojas son de color verde claro.
Si se desea retardar su recolección a partir de febrero, es recomendable realizar tratamiento para evitar la caída del fruto. También es adecuado evitar podas fuertes en árboles vigorosos, como estos. Es un árbol muy productivo pero con tendencia a la vecería.

## Fruto
Las características principales de las naranjas de la variedad salustiana son:
- tamaño medio-grande,
- morfología esférica algo achatada por los polos,
- corteza de grosor medio, ligeramente grumosa y brillante, sin llegar a  alcanza el color naranja de otras variedades,
- pulpa de gran calidad por ser muy jugosa, tierna, con un excelente bocado, así como un buen equilibrio entre acidez y contenido en azúcares,
- no suele presentar semillas, y si las presenta, son en un escaso número,[10]
- madurez relativamente temprana (empieza a madurar en diciembre, aunque su venta se realiza fundamentalmente entre enero y febrero),[2]
- punto óptimo es en los meses posteriores al frío llegando a permanecer en el árbol hasta finales de abril,[2]
- bajo contenido en limonina.

Las características anteriores convierten a esta variedad de naranja en una de las más codiciadas para la elaboración de zumos (es la segunda variedad en importancia dentro del grupo blancas tras la Valencia Late), además de ser muy apreciada en mercados internacionales, pese al poco conocimiento que hay de ella en el mercado interior, eclipsada por otros variedades.
Otras cifras, de acuerdo con la información del Instituto Valenciano de Investigaciones Agrarias, que podemos destacar de esta variedad de naranjas son:
- su peso oscila entre 150 y 180 gramos.
- su diámetro suele encontrarse entre los 64 y 70 mm, y altura está estimada alrededor de los 105 mm.
- su corteza presenta un grosor entre 3,5 y 4,3 mm.
- su índice de color  está establecido en el 10 correspondiendo a un color naranja.
- la cantidad estimada de zumo de esta naranja, se calcula  entre el 50 y 55%.

Por otro lado, la razón más importante de destrío es  por Impietratura o Goma.